# موكة مخملية
موكة مخملية (الاسم العلمي: Moca velutina) هي نوع من الحشرات تتبع جنس الموكة من فصيلة الإيميات.